# Wasilij Blücher

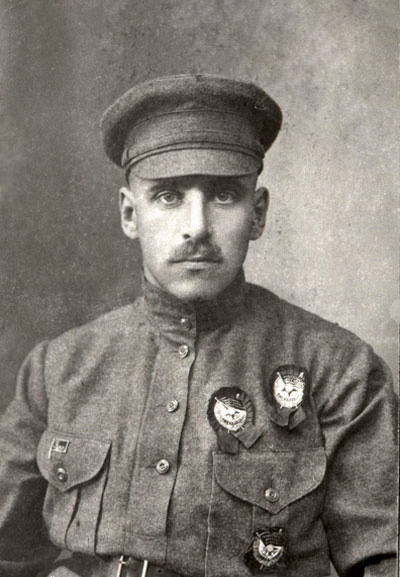
Wasilij Blücher w 1923

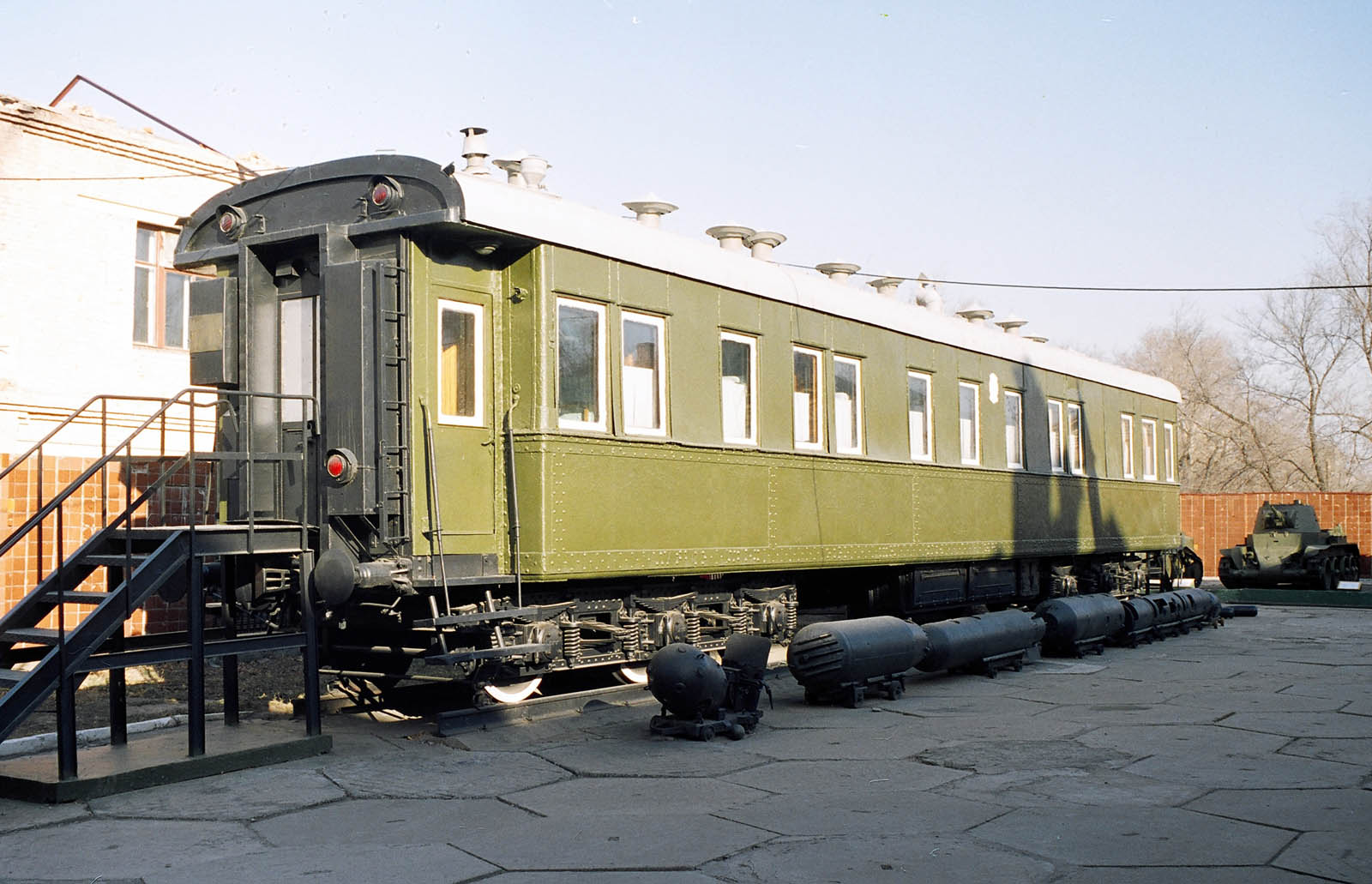
Opancerzona salonka Wasilija Blüchera na dziedzińcu Muzeum Historii Wojskowości w Chabarowsku

Wasilij Konstantinowicz Blücher (ros. Василий Константинович Блюхер; ur. 19 lis.?/1 grudnia 1889 w Barszczince, gubernia jarosławska, zm. 9 listopada 1938 w Moskwie) – działacz partii bolszewickiej, wyższy dowódca Armii Czerwonej, marszałek Związku Radzieckiego (1935).

## Życiorys

### Dzieciństwo i młodość
Z pochodzenia Rosjanin, wywodził się z rodziny chłopskiej. Niemiecko brzmiące nazwisko było przezwiskiem jego przodka, uczestnika wojny krymskiej, nadanym mu przez dziedzica po powrocie z wojny, w nawiązaniu do nazwiska pruskiego feldmarszałka Gebharda Leberechta von Blüchera. Po uwłaszczeniu chłopów pseudonim ten został oficjalnie przyjęty przez rodzinę jako nazwisko.
Ukończył jedynie szkołę cerkiewno-parafialną, po czym został przez rodzinę wysłany do pracy do Petersburga. Był niewykwalifikowanym robotnikiem w magazynie, następnie w fabryce, stracił pracę za udział w robotniczym mityngu. W poszukiwaniu nowego zatrudnienia udał się do Moskwy i znalazł pracę w zakładach budowy wagonów w Mytiszczach. W 1910 r. został aresztowany za wzywanie do strajku, spędził w więzieniu trzy lata. Po wyjściu na wolność pracował w warsztatach kolei Moskiewsko-Kazańskiej.

### I wojna światowa
W I wojnie światowej szeregowy, następnie podoficer (otrzymał awans za odwagę). Służył w 8 Armii. Dwukrotnie odznaczony Krzyżem Zasługi Wojskowego Orderu św. Jerzego oraz medalem św. Jerzego. W styczniu 1915 r. został ciężko ranny pod Tarnopolem, wskutek czego po trzynastomiesięcznym leczeniu został uznany za niezdolnego do służby. Po demobilizacji pracował w Niżnym Nowogrodzie i w Kazaniu. Od 1916 w SDPRR (frakcja bolszewików). Po rewolucji lutowej 1917 i obaleniu caratu, idąc za sugestią Waleriana Kujbyszewa, zajął się prowadzeniem agitacji bolszewickiej w 102 pułku rezerwowym stacjonującym w Samarze.
Został wybrany zastępcą przewodniczącego komitetu pułkowego, członkiem Samarskiej Rady Deputatów Żołnierskich. Organizator przewrotu bolszewickiego (rewolucji październikowej) w Samarze. W końcu października 1917 skierowany do Czelabińska jako komisarz oddziału Czerwonej Gwardii. Tam został wybrany na przewodniczącego komitetu rewolucyjnego, a w marcu 1918 na przewodniczącego rady rewolucyjnej.

### Wojna domowa w Rosji
Po buncie Korpusu Czechosłowackiego dowódca okrążonych w rejonie Orenburga oddziałów czerwonych, dowódca południowo-uralskiego zgrupowania partyzanckiego (następnie Armii Uralskiej) w czasie wojny domowej w Rosji. Przeprowadził rajd wzdłuż Uralu na trasie liczącej 1500 km i połączył się z siłami 3 Armii Czerwonej. 28 września 1918 za ten czyn był nagrodzony jako pierwszy w Rosji Sowieckiej Orderem Czerwonego Sztandaru.
Następnie był dowódcą 30. i 51 Dywizji Strzeleckiej, zastępcą dowódcy 3 Armii. 51 dywizją strzelecką dowodził w bitwie pod Kachowką, powstrzymując próbę kontrofensywy Sił Zbrojnych Południa Rosji z Krymu w kierunku prawego brzegu Dniepru. Następnie na czele grupy operacyjnej brał udział w bitwie o Perekop, zakończonej ostatecznym zwycięstwem nad Siłami Zbrojnymi Południa Rosji dowodzonymi przez gen. Piotra Wrangla, odznaczając się w tej bitwie.
W czerwcu 1921 r. został głównodowodzącym Ludowej Armii Rewolucyjnej i ministrem wojny, naczelny dowódca armii i członek Ludowo-Rewolucyjnego Komitetu marionetkowej Republiki Dalekiego Wschodu. W tym czasie siły republiki przeprowadziły operację rozbicia wojsk Romana von Ungern-Sternberga w Mongolii, zakończonej w końcu sierpnia 1921 r. Jesienią tego samego roku biali, którzy utrzymywali się jeszcze na Przymorzu, wokół Władywostoku, podjęli ostatnią w rosyjskiej wojnie domowej próbę działań ofensywnych. 22 grudnia 1921 r. czerwoni musieli opuścić Chabarowsk, biali zaś kontynuowali marsz na zachód wzdłuż Kolei Transsyberyjskiej, docierając w ostatecznym rozrachunku do stacji Wołoczajewka. Tam ich oddziały zostały powstrzymane przez kontrofensywę dowodzoną przez Blüchera, który następnie w końcu lutego 1922 r. odzyskał Chabarowsk. W 1922 r. został odwołany z Dalekiego Wschodu i skierowany na inne stanowisko; ostatnimi operacjami przeciwko białym na Dalekim Wschodzie dowodził już Ijeronim Uborewicz.
W latach 1921–1924 członek Wszechrosyjskiego Komitetu Wykonawczego (rząd Rosji Sowieckiej).

### Dalsza służba w Armii Czerwonej
W latach 1924–1927 pod pseudonimem „Galen” był głównym sowieckim doradcą wojskowym Kuomintangu w Chinach. Następnie przez dwa lata służył w Ukraińskim Okręgu Wojskowym.
W latach 1929–1938 dowódca Specjalnej Armii Dalekowschodniej (ODWA), następnie Frontu Dalekowschodniego. Rozbił wojska chińskie w czasie zbrojnego konfliktu o Kolej Wschodniochińską w 1929. W 1935 r. otrzymał stopień Marszałka Związku Radzieckiego, być może za sprawą osobistej interwencji Stalina. W latach 1930–1938 deputowany Rady Najwyższej I kadencji.
Jako dowódca Specjalnej Armii Dalekowschodniej wykazywał również ambicje polityczne, ingerując w pracę lokalnych organów partyjnych. W 1936 r. doszło do ostrego konfliktu między Blücherem a dalekowschodnim komitetem wykonawczym oraz komitetem krajowym, jednak Stalin stanął po jego stronie. Blücher, jako jeden z bohaterów wojny domowej, cieszył się wielkim szacunkiem wśród żołnierzy i oficerów niższych rangą, chociaż nie posiadał wykształcenia (ukończył technikum w trybie specjalnym, następnie również szkołę wojsk pancernych) i nigdy nie zdobył wojskowych doświadczeń w skali operacyjnej. Pozostawał natomiast w złych stosunkach z komisarzem obrony Klimientem Woroszyłowem.
W okresie wielkiej czystki został zmuszony do jej poparcia. Był członkiem specjalnego trybunału, który w czerwcu 1937 r. wydał, na podstawie sfingowanych zarzutów, wyroki śmierci w sprawie marszałka Michaiła Tuchaczewskiego i innych wysokich rangą dowódców. W drugiej połowie 1937 r. za jego zgodą NKWD przeprowadziło na masową skalę aresztowania w podległym mu okręgu wojskowym, chociaż według niektórych ocen starał się, chcąc ratować wartość bojową swoich wojsk, ograniczać zakres represji na tyle, na ile był w stanie. W październiku 1937 r. został wybrany na członka Komitetu Centralnego WKP (b), zaś w marcu 1938 r. powołany do nowo utworzonej Głównej Rady Wojennej.

### Aresztowanie i śmierć
Sytuacja marszałka zmieniła się latem 1938 r. Na polecenie Stalina na Daleki Wschód udali się naczelnik zarządu politycznego Armii Czerwonej Lew Mechlis oraz zastępca komisarza spraw wewnętrznych Michaił Frinowski w celu przygotowania represji przeciwko oficerom ODWA, w tym jej dowódcy. Po operacji nad jeziorem Chasan w sierpniu 1938 r. Frinowski oskarżył marszałka o „moralną degrengoladę”, „oderwanie od armii”, „skryte sprzyjanie prawicowcom” i „przestępczą bezczynność”, wskutek której wojska ZSRR na Dalekim Wschodzie miały być nieprzygotowane do konfliktu z Japonią. 18 sierpnia 1938 r. Blücher opuścił Chabarowsk, zaś 28 sierpnia na spotkaniu wyższych dowódców ze Stalinem i Woroszyłowem jego referat poświęcony walkom nad jeziorem Chasan został bezwzględnie skrytykowany. Następnie krytyce, pełnej logicznych sprzeczności i zmyślonych zarzutów, poddana została cała działalność marszałka na Dalekim Wschodzie. Tego samego dnia Blücher został odwołany ze stanowiska dowódcy Frontu Dalekowschodniego.
Woroszyłow zaproponował mu oczekiwanie na rzekomo przygotowywaną nową nominację w willi w Boczarowym Ruczaju pod Soczi. Tam Blücher został 21 października aresztowany przez NKWD. Przewieziony do Moskwy i osadzony na Łubiance, Blücher został oskarżony o udział w „spisku wojskowo-faszystowskim” i działanie na rzecz Japonii począwszy od 1921 r. Rolę dowodów w sprawie miały odegrać zeznania wymuszone podczas śledztw na innych aresztowanych oficerach – Iwanie Fiedce, Aleksandrze Jegorowie, Grigoriju Chachanianie, Władimirze Winokurowie, Grigoriju Kassinie i byłym zastępcy Blüchera Siergieju Gulinie.

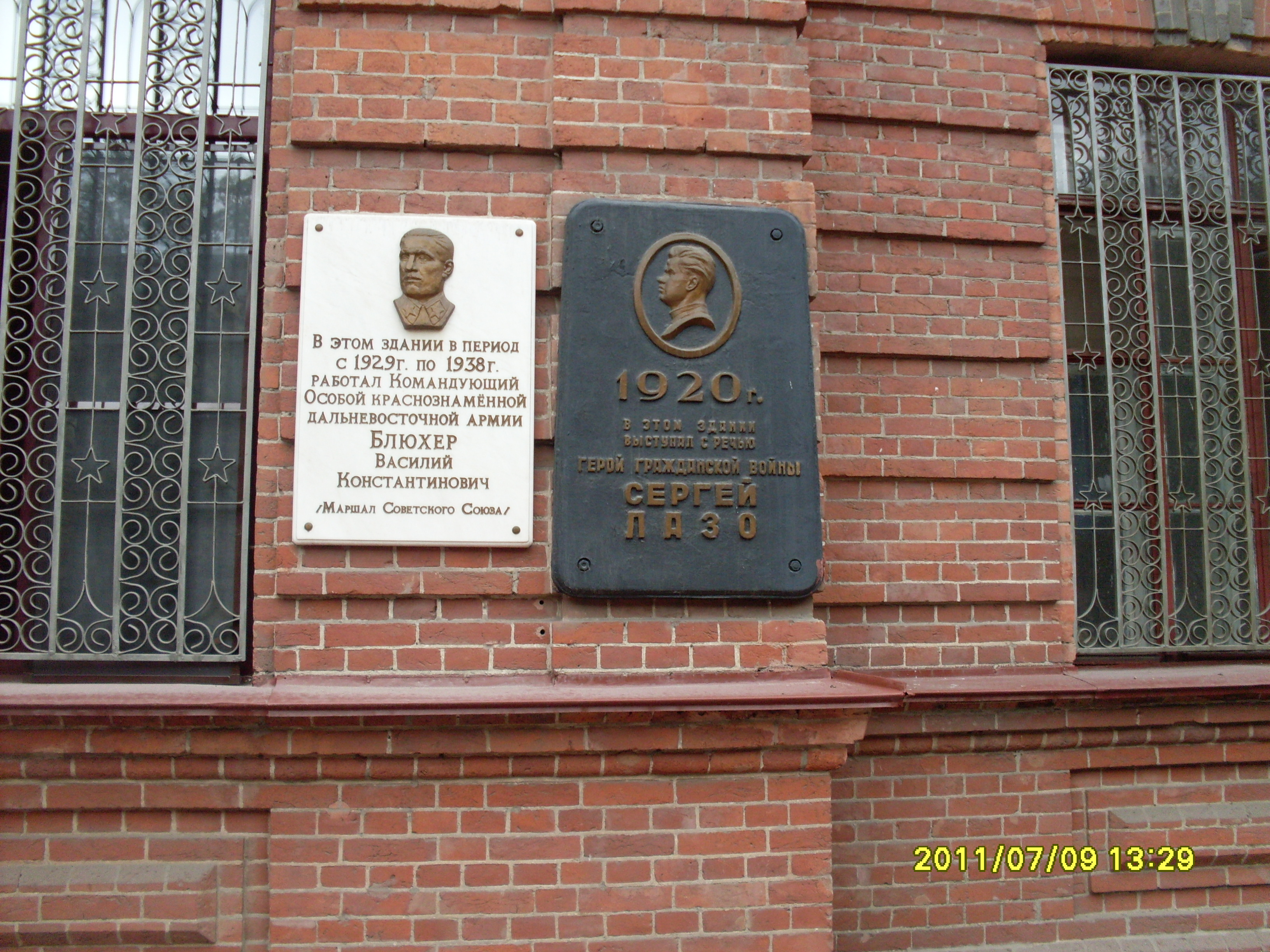
Tablice pamięci Bluchera i Siergieja Łazo na budynku dowództwa Armii Dalekowschodniej w Chabarowsku

Jako że marszałek nie przyznawał się do winy, został przeniesiony do Więzienia Lefortowskiego i wielokrotnie pobity. Gdy oprawcy nadzorującego śledztwo Ławrientija Berii (Wsiewołod Mierkułow, Bogdan Kobułow, Boris Rodos i inni) tłukli go na przemian stalowymi pałkami, Blücher miał wołać: „Stalinie! Czy słyszysz, co oni ze mną robią?”. 6 listopada ciężko pobity marszałek został skonfrontowany z Fiedką i Chachanianem, po czym przyznał się do udziału w spisku prawicowo-trockistowskim oraz w spisku wojskowym. Śledztwo w jego sprawie nie zostało jednak ukończone – Blüchera skatowano tak bestialsko, że zmarł z powodu odniesionych obrażeń 9 listopada w szpitalu więziennym. Ciało marszałka na polecenie Stalina zostało spopielone w krematorium na Cmentarzu Dońskim.

## Odznaczenia
- Order Lenina – dwukrotnie (1931, 1938) – był pierwszą osobą, której przyznano to odznaczenie
- Order Czerwonego Sztandaru – pięciokrotnie (1918, 1921, 1921, 1928, 1928) – był pierwszą osobą, której przyznano to odznaczenie
- Order Czerwonej Gwiazdy (1930)
- Medal jubileuszowy „XX lat Robotniczo-Chłopskiej Armii Czerwonej” (1938)
- Krzyż św. Jerzego – dwukrotnie
- Medal św. Jerzego IV stopnia